# Resolutie 852 Veiligheidsraad Verenigde Naties
Resolutie 852 van de Veiligheidsraad van de Verenigde Naties werd op 28 juli 1993 unaniem aangenomen en verlengde de UNIFIL-vredesmacht in het zuiden van Libanon met een half jaar.

## Achtergrond
Na de Israëlische inval in Zuidelijk Libanon eind jaren 1970, stationeerden de Verenigde Naties de tijdelijke VN-macht UNIFIL in de streek. Die moest er de vrede handhaven totdat de Libanese overheid haar gezag opnieuw kon doen gelden.
In 1982 viel Israël Libanon opnieuw binnen voor een oorlog met de Palestijnse PLO. Midden 1985 begon Israël met terugtrekkingen uit het land, maar geregeld vonden nieuwe aanvallen en invasies plaats.

## Inhoud
De Veiligheidsraad herinnerde aan de resoluties 425, 426, 501, 508, 509 en 520. De Veiligheidsraad bestudeerde het rapport van secretaris-generaal Boutros Boutros-Ghali over UNIFIL en neemt nota van diens waarnemingen.
De Veiligheidsraad nam akte van de brief van Libanon en beantwoordde het verzoek van de Libanese overheid.
De Veiligheidsraad besliste het mandaat van UNIFIL met een verdere tijdelijke periode van zes maanden te verlengen, tot 31 januari 1994. De Veiligheidsraad herhaalde zijn steun aan de territoriale integriteit, soevereiniteit en onafhankelijkheid van Libanon.
De Veiligheidsraad benadrukte de voorwaarden van de macht en riep alle betrokken partijen op samen te werken met de macht wanneer zij haar mandaat uitvoerde. Herhaald werd dat de macht haar mandaat volledig moest uitvoeren.
De Veiligheidsraad vroeg de secretaris-generaal de consultaties met de Libanese overheid en andere partijen over de uitvoering van deze resolutie voort te zetten en hierover te rapporteren.

## Verwante resoluties
- Resolutie 803 Veiligheidsraad Verenigde Naties
- Resolutie 830 Veiligheidsraad Verenigde Naties
- Resolutie 887 Veiligheidsraad Verenigde Naties
- Resolutie 895 Veiligheidsraad Verenigde Naties (1994)

Lijst ·  800 ·  801 ·  802 ·  803 ·  804 ·  805 ·  806 ·  807 ·  808 ·  809 ·  810 ·  811 ·  812 ·  813 ·  814 ·  815 ·  816 ·  817 ·  818 ·  819 ·  820 ·  821 ·  822 ·  823 ·  824 ·  825 ·  826 ·  827 ·  828 ·  829 ·  830 ·  831 ·  832 ·  833 ·  834 ·  835 ·  836 ·  837 ·  838 ·  839 ·  840 ·  841 ·  842 ·  843 ·  844 ·  845 ·  846 ·  847 ·  848 ·  849 ·  850 ·  851 ·  852 ·  853 ·  854 ·  855 ·  856 ·  857 ·  858 ·  859 ·  860 ·  861 ·  862 ·  863 ·  864 ·  865 ·  866 ·  867 ·  868 ·  869 ·  870 ·  871 ·  872 ·  873 ·  874 ·  875 ·  876 ·  877 ·  878 ·  879 ·  880 ·  881 ·  882 ·  883 ·  884 ·  885 ·  886 ·  887 ·  888 ·  889 ·  890 ·  891 ·  892